# Terrence Trammell
Terrence R. Trammell (Atlanta, 23 de novembro de 1978) é um atleta norte-americano, especialista nos 110 metros com barreiras.
Obteve a medalha de prata nos Jogos Olímpicos de Sydney 2000 e Atenas 2004, e nos mundiais de atletismo de 2003, 2007 e 2009.